# 王鉅
王鉅（1487年—？），字德卿，號韋斋，直隸徽州府婺源縣人，民籍，明朝政治人物。

## 生平
嘉靖四年（1525年）乙酉科應天府鄉試第四十一名舉人。嘉靖八年（1529年）中式己丑科會試第二百二十五名，登第三甲第三十一名進士。十年任莆田县知县，升南京刑部主事，谪官。复除樂清知县，歷官通判、河间府同知。复谪通判，致仕。

## 家族
曾祖為王文亨；祖父為王敬保；父為王齊玉（1451年-1509年），字世濟，號坦庵；母為黃氏（1449年-1521年）。永感下。兄王杰。